# Stoika Hristova
Stoika Hristova, under en tid Hristova Zetterholm, född 22 september 1951 i Bitola i Jugoslavien, är en svensk författare och präst i Svenska kyrkan. 
Stoika Hristova, som prästvigdes 1986, har skrivit flera böcker. I den senaste One Night Stand, utgiven 2008, beskriver hon i fiktionens form sorgen över sin avlidna make och vad som händer när passionen åter blossar upp i hennes liv.
Stoika Hristova var gift med författaren Tore Zetterholm från 1985 till hans död 2001.